# Доротеј Форшнер
Архимандрит Доротеј (Форшнер)  (Карл Давид Форшнер, 26. јануара 1971. Грит)је оснивач и старешина манастира Свете Тројице у Бредареду у Шведској. Доротеј је духовник Скандинавске епархије Српске Патријаршије, архимандрит, игуман манастирљ Свете Тројице у месту Бредаред код Бороса.

## Биографија
Рођен је 26. јануара 1971. године у Гриту у округу Еребро у Шведској, у породици шведског лутеранског пастора Еигила Форшнера, ректора Едсбершке цркве (1976-1983). Његова мајка је лутерански кантор. После очеве смрти 1984. почео је да се интересује за питања духовног живота. Од 1986. године почиње да проучава Свето писмо и историју древне неподељене цркве. Док је студирао у Гимназији у Гетеборгу, почео је да похађа српску православну парохију у част Св. Марија Магдалена.
Године 1989, по пунолетству, прешао је у православље, а септембра 1993, током војних дејстава у Југославији, отишао је у Србију, где се настанио у манастиру Каона у Шабачко-ваљевској епархији. Године 1994. замонашен је са именом Доротеј и рукоположен у јерођакона. 
Године 1995. рукоположен је у чин јеромонаха. Убрзо је прешао у манастир Лелић, код Ваљева, где су из САД пренете мошти новопрослављеног српског светитеља Николаја (Велимировића).
Године 2000. јеромонах Доротеј се вратио у Шведску, где је са још двојицом шведских монаха основао братство Свете Тројице.
Епископ Доситеј (Мотика) га је 30. јуна 2001. потврдио за игумана новоотвореног манастира Свете Тројице у месту Бредаред код града Бороса.
Поред течног шведског језика, говори енглески, српски и руски језик. Бави се преводима православних богослужбених текстова на шведски језик.